# Tragus
Tragus là một chi thực vật có hoa trong họ Hòa thảo (Poaceae).

## Loài
Chi Tragus gồm các loài: